# Каррису, Даниэл
Даниэ́л Фили́пе Ма́ртинш Карри́су (порт. Daniel Filipe Martins Carriço; 14 августа 1988, Кашкайш, Португалия) — португальский футболист, центральный защитник. Выступал за сборную Португалии.

## Клубная карьера
Даниел Каррису начал свою карьеру в футбольной академии «Спортинга» из Лиссабона. В основной состав команды Даниэл был вызван перед началом сезона 2007/08, но весь год провёл в клубах «Ольяненсе» из Ольяненси и АЕЛ из Лимасола, выступая на правах аренды.
Профессиональный дебют за родной клуб состоялся 26 октября 2008 года в матче чемпионата Португалии против клуба «Пасуш де Феррейра». На 72-й минуте матча Каррису заменил основного центрального защитника Тонела, получившего травму. Матч завершился нулевой ничьей. Дебют в Лиге чемпионов УЕФА состоялся месяц спустя в матче группового этапа против «Барселоны». «Спортинг» уступил со счётом 2:5 на «Эштадиу Жозе Алваладе», а Даниэл Каррису отыграл все 90 минут. Также Даниэл принял участие в выездной победе «зелёно-белых» над «Базелем». В отсутствие опытного Тонела, Даниэл часто выходил в основном составе, проведя за «Спортинг» в общей сложности 28 матчей. В марте был лучшим игроком чемпионата по версии SJPF.
В сезоне 2009/10 Даниэл Каррису вытеснил из основного состава вице-капитана команды Андерсона Полгу и составил в паре с Тонелом ведущую пару центральных защитников. Даниэл принял участие в сорока матчах «Спортинга» в различных турнирах и забил два мяча.
Перед началом сезона 2010/11 команду покинул капитан Жоао Моутиньо, перебравшийся в «Порту». Новый главный тренер «львов» Паулу Сержиу Бенту Бриту назначил капитаном молодого Даниэла Каррису. Вице-капитанами были выбраны опытные Андерсон Корреа Полга, Тиагу Алешандре Баптиста Феррейра и Педру Мигел да Силва Мендеш. В межсезонье команду покинул Тонел, большую часть сезона Каррису играл в паре с Андерсоном Полгой.
31 декабря 2012 года было объявлено о переходе Каррису в «Рединг». Игрок подписал контракт на два с половиной года с возможностью продления ещё на год. 12 января 2013 года Каррису дебютировал за клуб в матче против «Вест Бромвича» (3:2). До конца сезона Даниэл провёл на поле в общей сложности 87 минут.
17 июля 2013 года Каррису отправился в аренду в «Севилью». 1 августа он дебютировал за новую команду в матче Лиги Европы против черногорского клуба «Младост» (3:0), забив один гол. 23 июня 2014 года «Севилья» выкупила права на Каррису. 23 апреля 2015 года, сыграв в матче Лиги Европы против «Зенита» (2:2), Каррису провёл 45-й матч в этом турнире и вышел на первое место по проведенным матчам с сезона 2009/10, обойдя Оскара Кардосо.

## Карьера в сборной
Выступая за резервный состав «Спортинга» Даниел Каррису был вызван в сборную Португалии для игроков не старше 19 лет, чтобы принять участие в юношеском чемпионате Европы 2007 в Австрии. Даниэл принял участие в двух матчах своей команды и был признан одним из лучших её игроков. На 70-й минуте матча против хозяев турнира Каррису забил свой единственный гол на уровне национальных команд. Сборная Португалии не смогла выйти из группы, пропустив вперёд будущих финалистов турнира — команды Испании и Греции.
Начиная сезона 2008/09 Каррису регулярно вызывался в молодёжную сборную.
15 июня 2015 года Даниэл Каррису дебютировал за национальную сборную Португалии, выйдя на замену в товарищеском матче против Италии.

## Достижения
«Спортинг»
- Обладатель Суперкубка Португалии по футболу: 2008

«Севилья»
- Победитель Лиги Европы УЕФА (3): 2013/14, 2014/15, 2015/16

## Статистика

### Клубная
| Выступление         | Выступление      | Выступление      | Чемпионат | Чемпионат | Кубок страны | Кубок страны | Кубок лиги | Кубок лиги | Еврокубки | Еврокубки | Другие | Другие | Итого | Итого |
| Клуб                | Лига             | Сезон            | Игры      | Голы      | Игры         | Голы         | Игры       | Голы       | Игры      | Голы      | Игры   | Голы   | Игры  | Голы  |
| ------------------- | ---------------- | ---------------- | --------- | --------- | ------------ | ------------ | ---------- | ---------- | --------- | --------- | ------ | ------ | ----- | ----- |
| Спортинг (Лиссабон) | Примейра лига    | 2008/09          | 22        | 0         | 0            | 0            | 4          | 0          | 2         | 0         | —      | —      | 28    | 0     |
| Спортинг (Лиссабон) | Примейра лига    | 2009/10          | 25        | 1         | 3            | 1            | 4          | 0          | 12        | 0         | —      | —      | 44    | 2     |
| Спортинг (Лиссабон) | Примейра лига    | 2010/11          | 24        | 0         | 3            | 0            | 3          | 0          | 9         | 1         | —      | —      | 39    | 1     |
| Спортинг (Лиссабон) | Примейра лига    | 2011/12          | 19        | 1         | 5            | 0            | 0          | 0          | 13        | 1         | —      | —      | 37    | 2     |
| Спортинг (Лиссабон) | Примейра лига    | 2012/13          | 1         | 0         | 0            | 0            | 0          | 0          | 2         | 0         | —      | —      | 3     | 0     |
| Спортинг (Лиссабон) | Итого            | Итого            | 91        | 2         | 11           | 1            | 11         | 0          | 37        | 2         | —      | —      | 150   | 5     |
| → Ольяненсе         | Лига ди онра     | 2007/08          | 8         | 0         | 1            | 0            | 0          | 0          | —         | —         | —      | —      | 9     | 0     |
| → Ольяненсе         | Итого            | Итого            | 8         | 0         | 1            | 0            | 0          | 0          | —         | —         | —      | —      | 9     | 0     |
| → АЕЛ (Лимасол)     | Дивизион А       | 2007/08          | 14        | 0         | 0            | 0            | —          | —          | —         | —         | —      | —      | 14    | 0     |
| → АЕЛ (Лимасол)     | Итого            | Итого            | 14        | 0         | 0            | 0            | —          | —          | —         | —         | —      | —      | 14    | 0     |
| Рединг              | Премьер-лига     | 2012/13          | 3         | 0         | 0            | 0            | —          | —          | —         | —         | —      | —      | 3     | 0     |
| Рединг              | Итого            | Итого            | 3         | 0         | 0            | 0            | —          | —          | —         | —         | —      | —      | 3     | 0     |
| Севилья             | Ла-Лига          | → 2013/14        | 22        | 2         | 0            | 0            | —          | —          | 9         | 1         | —      | —      | 31    | 3     |
| Севилья             | Ла-Лига          | 2014/15          | 28        | 1         | 2            | 0            | —          | —          | 14        | 1         | 1      | 0      | 45    | 2     |
| Севилья             | Ла-Лига          | 2015/16          | 14        | 1         | 4            | 0            | —          | —          | 5         | 0         | 0      | 0      | 23    | 1     |
| Севилья             | Ла-Лига          | 2016/17          | 6         | 0         | 1            | 0            | —          | —          | 2         | 0         | 1      | 0      | 10    | 0     |
| Севилья             | Ла-Лига          | 2017/18          | 6         | 0         | 0            | 0            | —          | —          | 0         | 0         | 0      | 0      | 6     | 0     |
| Севилья             | Ла-Лига          | 2018/19          | 24        | 1         | 3            | 0            | —          | —          | 11        | 0         | 0      | 0      | 38    | 1     |
| Севилья             | Ла-Лига          | 2019/20          | 6         | 0         | 0            | 0            | —          | —          | 0         | 0         | 1      | 0      | 7     | 0     |
| Севилья             | Итого            | Итого            | 106       | 5         | 10           | 0            | —          | —          | 41        | 2         | 3      | 0      | 160   | 7     |
| Всего за карьеру    | Всего за карьеру | Всего за карьеру | 222       | 7         | 21           | 1            | 12         | 0          | 78        | 4         | 3      | 0      | 336   | 12    |

### Матчи за сборную
| № | Дата         | Оппонент | Счёт | Голы | Соревнование      |
| - | ------------ | -------- | ---- | ---- | ----------------- |
| 1 | 16 июня 2015 | Италия   | 1:0  | —    | Товарищеский матч |

Итого: сыграно матчей: 1 / забито голов: 0; победы: 1, ничьи: 0, поражения: 0.